# Khaman Maluach
Khaman Madit Maluach  (Rumbek, 14 de septiembre de 2006) es un baloncestista sursudanés que pertenece a la plantilla de los Phoenix Suns de la NBA. Con 2,18 metros de estatura, juega en la posición de pívot. Es miembro de la selección absoluta de Sudán del Sur desde 2023, cuando tenía 16 años.

## Trayectoria deportiva

### Primeros años
Nacido en Rumbek, Sudán del Sur, Maluach creció en Kawempe, un barrio de Kampala en la vecina Uganda, como refugiado con sus hermanos y su madre. Asistió al Bethel Covenant College en Bwejjaba.
En 2019, un motociclista de boda-boda animó a Maluach a jugar al baloncesto. Se detuvo al verlo caminar por la carretera. Asistió a un campamento local organizado por Luol Deng y comenzó a jugar al baloncesto. Posteriormente, se unió a la NBA Academy Africa en Saly Portudal, Senegal, donde el baloncesto se combina con la educación.
Maluach jugó para el equipo profesional sursudanés Cobra Sport en la temporada 2022 de la Basketball Africa League (BAL), como parte del programa BAL Elevate. A través de este programa, un jugador de la NBA Academy Africa era asignado a cada equipo de la liga con un contrato amateur. Debutó en la BAL el 9 de abril contra el vigente campeón, el Zamalek, anotando dos puntos y capturando dos rebotes en siete minutos.
En marzo de 2023 jugó su segunda temporada en la BAL tras ser seleccionado en el primer puesto entre los jóvenes promesas de la academia por el AS Douanes, vigente campeón senegalés. El Douanes llegó a la final, donde Maluach fue titular y aportó 2 puntos y 4 rebotes, tras perder contra el Al-Ahly.
Asistió al Basketball Without Borders 2023 en Johannesburgo, Sudáfrica, y fue nombrado MVP del campus.
El 4 de marzo de 2024 fue seleccionado en el draft por el club ugandés City Oilers para la temporada 2024 de la BAL. El 24 de abril anotó 16 puntos, capturó 19 rebotes y puso 7 tapones en una derrota por 68-79 ante Al-Ahly Ly. Sus 19 rebotes establecieron un nuevo récord personal y sus 7 tapones establecieron un nuevo récord de liga por parte de cualquier jugador en un partido de la BAL. A pesar de que los Oilers fueron eliminados, Maluach promedió 17,5 puntos, 13,5 rebotes (liderando la liga) y 2,8 tapones por partido en sus seis actuaciones.

#### Estadísticas
| Año  | Equipo      | PJ | PT | MPP  | %TC  | %3P  | %TL  | RPP  | APP | ROB | TPP | PPP  |
| ---- | ----------- | -- | -- | ---- | ---- | ---- | ---- | ---- | --- | --- | --- | ---- |
| 2022 | Cobra Sport | 5  | 0  | 11.8 | .364 | .000 | .500 | 3.4  | .6  | .2  | 1.0 | 2.2  |
| 2023 | AS Douanes  | 7  | 2  | 11.5 | .346 | .250 | .667 | 4.4  | .4  | .3  | .4  | 3.4  |
| 2024 | City Oilers | 6  | 5  | 34.3 | .519 | .235 | .724 | 13.5 | .8  | .7  | 2.8 | 18.2 |

### Universidad
El 6 de marzo de 2024 anunció su compromiso con los Blue Devils de la Universidad de Duke. Considerado por ESPN como el tercer mejor prospecto del draft de la NBA de 2025 en ese momento, eligió a Duke por encima de UCLA, Kentucky y Kansas. Explicó que esto se debió a la impresión que le causó Zion Williamson cuando era más joven.
Jugó una temporada con los Blue Devils, en la que promedió 8,6 puntos, 6,6 rebotes y 1,3 tapones por partido. Fue incluido en el mejor quinteto freshman de la Atlantic Coast Conference. Al término de la temporada se declaró elegible para el draft de la NBA, renunciando al resto de su carrera universitaria.

#### Estadísticas
| Año     | Equipo | PJ | PT | MPP  | %TC  | %3P  | %TL  | RPP | APP | ROB | TPP | PPP |
| ------- | ------ | -- | -- | ---- | ---- | ---- | ---- | --- | --- | --- | --- | --- |
| 2024–25 | Duke   | 39 | 39 | 21.2 | .712 | .250 | .766 | 6.6 | .5  | .2  | 1.3 | 8.6 |

### Profesional
El 25 de junio de 2025 fue elegido en la décima posición del draft de la NBA de 2025 por los Houston Rockets, pero será enviado a Phoenix Suns una vez se concrete el traspaso de Kevin Durant a los Rockets el 6 de julio.

### Selección nacional
En agosto de 2023 fue seleccionado para la selección nacional de Sudán del Sur para el Mundial de 2023. A los 16 años, fue el jugador más joven en la plantilla de las Bright Stars. El 28 de agosto, hizo su debut en una victoria contra China, convirtiéndose en el tercer jugador más joven de la historia en aparecer en un partido de la Copa del Mundo. Maluach y Sudán del Sur fueron el equipo africano mejor clasificado en el torneo y, por lo tanto, se clasificaron para los Juegos Olímpicos de Verano de 2024 en París, otro hito en la historia del equipo nacional.
Entre julio y agosto de 2024 fue parte de la selección absoluta de Sudán del Sur, que disputó los Juegos Olímpicos de París, finalizando en novena posición.